# 奚禮爾
奚禮爾（Charles Batten Hillier，1820年7月9日—1856年10月18日），英國肯特郡羅徹斯特人，前香港政府高級官員，曾任助理裁判司、首席裁判司、驗屍官、定例局議員、臨時議政局議員等。1856年5月，獲委任為首任英國駐暹邏領事，旋於同年10月18日去世，葬於曼谷的基督教墳場。奚禮爾精通中文，曾接替麥都思擔任香港第一份中文報刊《遐邇貫珍》的編輯，1846年與麥都思的女兒結婚。

## 子女
- Anne Eliza Hillier
- Charles William Medhurst Hillier
- 禧在明
- 義理邇（Harry Mason Hillier）
- Eleanor Maud Hillier
- Hugh Hillier
- 熙禮爾（Edward Guy Hillier）[3]

## 命名
香港上環的禧利街以他命名。